# Мигдалева олія

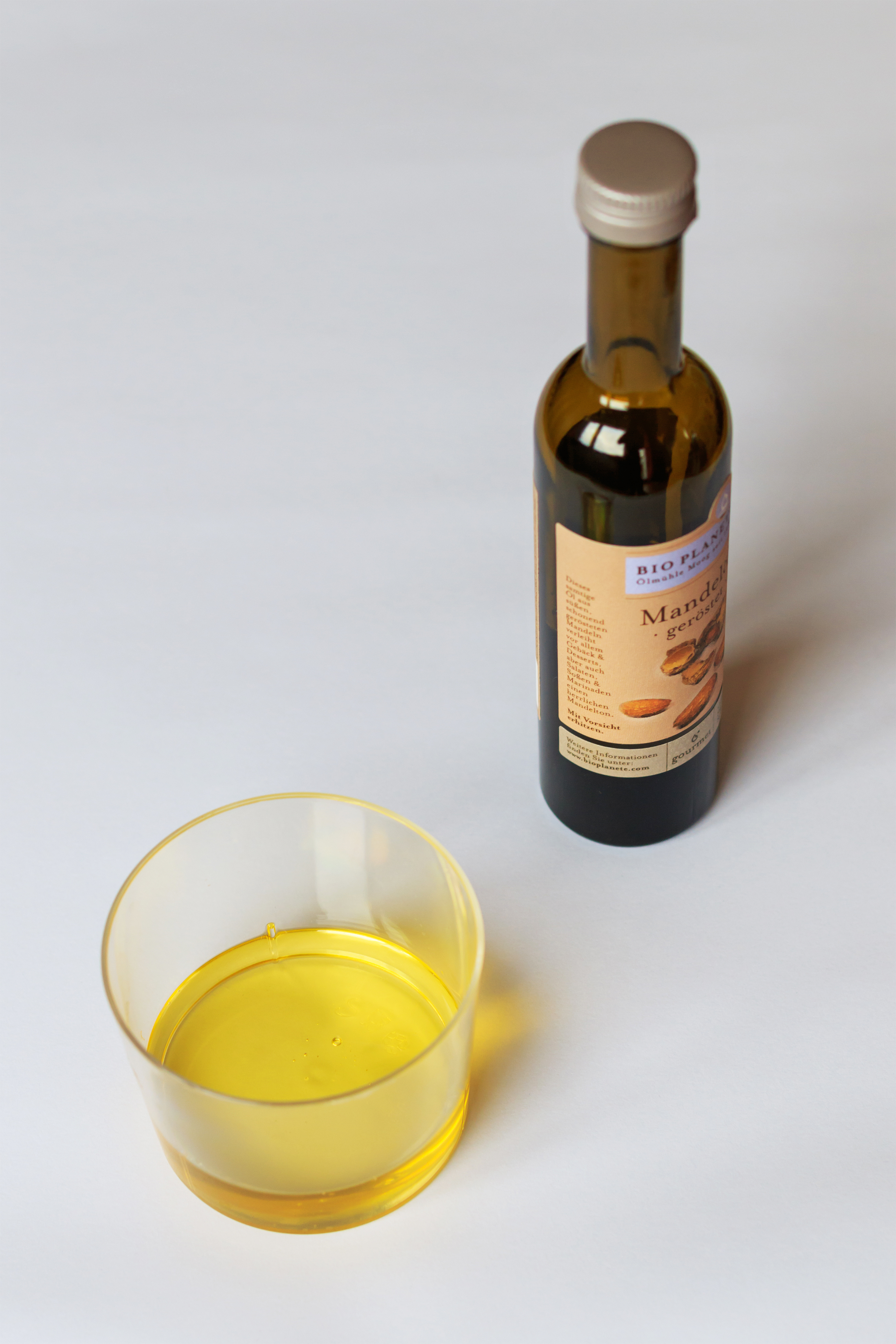
Мигдалева олія з пляшки

Мигдалева олія — рослинна олія, що отримується з насіння солодкого мигдалю (Amygdalus communis L.) — рослини родини розоцвітих.

## Властивості і склад
Мигдалева олія являє собою світло-жовту рідину з легким ароматом і приємним горіховим смаком. Олія має відносну щільність 1,04-1,05 і показник заломлення 1,527-1,537. Вона майже не розчиняється в спирті, але добре розчиняється в хлороформі або ефірі.
Майже на 62 % мигдалевої олії складається з тригліцеридів олеїнової кислоти, близько 24 % трмглігліцеридів лінолевої кислоти і 6 % триглігліцеридів пальмітинової кислоти. Також олія містить значну кількість фітостероли, токостерола, амигдалина,  вітамінів B  2 , А, E і мінеральних солей.

## Отримання

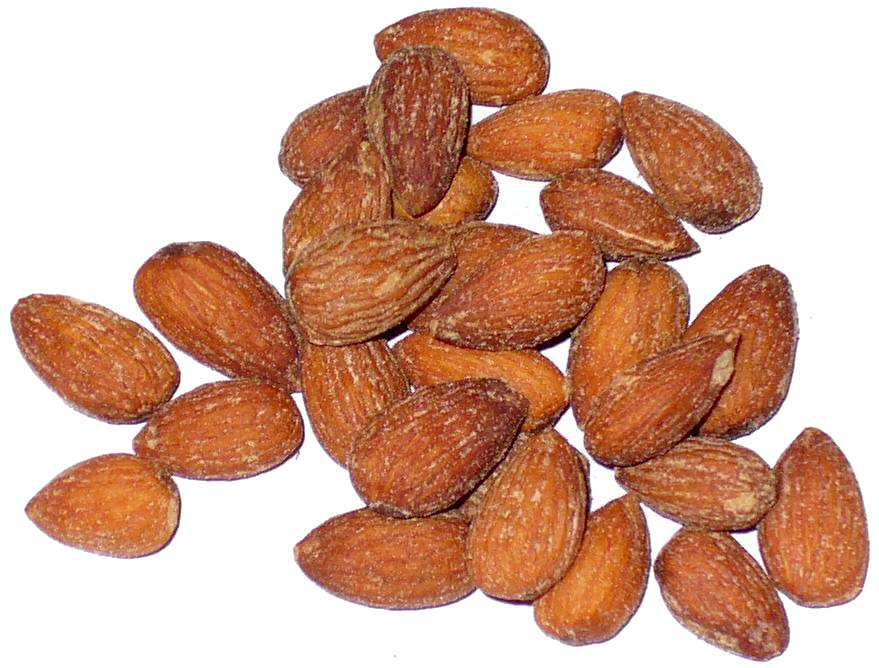
Висушені ядра мигдалю

Мигдалеву олію отримують з насіння різних сортів солодкого мигдалю. З насіння отримують ядра, висушують і розмелюють їх, а потім ведуть віджимання способом двократного холодного пресування.
Макуха, що залишився після віджимання, застосовується для приготування косметичних засобів.
Можливе отримання мигдалевої олії також з насіння гіркого мигдалю. Для цього насіння попередньо нагрівають, при цьому амигдалини, які міститься в них, руйнується. Така олія непридатна для використання як харчовий продукт і йде виключно для приготування косметики і технічних цілей. Отримана макуха використовується у фармацевтичній промисловості для отримання гіркомигдалевої води — безбарвної рідини приємного запаху і гіркого смаку (містить 0,1 % синильної кислоти).

## Застосування
Мигдалеву олію застосовують в косметичній промисловості в рецептурах косметичного молочка, поживних кремів, масок, засобів для зміцнення волосся. Традиційно використання мигдалевої олії як масажного засобу. Препарати з мигдалевою олією надають пом'якшувальну, поживна і захисну дію на шкіру і волосся. Мигдалева олія добре всмоктується шкірою, регулюючи її водно-ліпідний баланс, прискорює процес регенерації клітин, має протизапальну, регенеруючу і тонізуючу дію.
Мигдалева олія також використовується для просочення деяких дерев'яних духових інструментів, таких як гобой і кларнет.